# Paolo Nutini
Paolo Giovanni Nutini (Paisley, Escocia; 9 de enero de 1987) es un cantautor escocés. 
Entre sus influencias se incluyen a David Bowie, Damien Rice, Oasis, The Beatles, U2, Van Morrison, Pink Floyd y Fleetwood Mac.

## Historia
Su padre es de ascendencia italiana, de Barga, Toscana y su madre es de Glasgow, aunque la familia de su padre lleva viviendo en Escocia desde hace cuatro generaciones.
Su gran oportunidad llegó cuando asistió al concierto que David Sneddon ofrecía por el regreso a su ciudad natal de Paisley a principios del año 2003. Sneddon se había retrasado, y como el ganador de un improvisado concurso pop, a Nutini se le permitió interpretar un par de canciones mientras esperaban. Una reacción favorable de la multitud impresionó a otro miembro de la audiencia, quien se ofreció a trabajar como su mánager. 
El renombrado periodista del Daily Record, John Dingwall, lo vio presentándose en la Queen Margaret Union, y lo invitó a presentarse en vivo en la BBC Radio de Escocia. A sus escasos 17 años, se mudó a Londres, y se presentaba regularmente en el pub Bedford en Balham aun siendo muy joven para beber legalmente. Otras presentaciones en radio y televisión siguieron, incluyendo dos toques acústicos en Radio London y el Hard Rock Cafe, y como telonero de Amy Winehouse y KT Tunstall. 
A lo largo del 2006 tocó en varios conciertos de éxito taquillero en UK y se presentó en una gran variedad de locales de fama mundial, incluyendo el King Tut's Wah Wah Hut en Glasgow, una aparición en Later with Jools Holland, el Carnegie Hall en Nueva York, El Montreux Jazz Festival, el Wireless Festival, Oxegen y T in the Park. Abrió para los Rolling Stones en Vienna y fue invitado a aparecer de nuevo junto a ellos en el Don Valley Stadium en agosto de 2006. También fue reservado para aparecer en el V Festival y el Austin City Limits Music Festival en Texas. En mayo de 2006, tocó en el Big Weekend de la BBC Radio 1 en Dundee.
A finales del 2006, el día de Año Nuevo, Paolo apareció en La Celebración de Año Nuevo de la BBC de Escocia. 
El miércoles 11 de abril de 2007, Paolo se presentó en un concierto que fue transmitido en vivo vía MSN Music. 
Paolo es un gran aficionado del Celtic FC y fue criticado por los fanes por presentarse borracho en el escenario después de celebrar que el Celtic ganó el título de la liga en abril de 2007. Esto ha sido negado rotundamente por Paolo y su directivo, diciendo que Paolo solo estaba murmurando mientras cantaba y que el plató estaba sujeto a varios problemas técnicos lo cual hacía que fuera un poco difícil escuchar al cantante.
El 1 de junio de 2009, Paolo Nutini lanzó su segundo álbum de estudio de Sunny Side Up, que debutó en el número uno. El primer sencillo del álbum «Candy» fue lanzado el 25 de mayo. En julio, se presentó en Friday Night with Jonathan Ross, la realización de «Coming Up Easy». Este fue lanzado como el segundo sencillo del álbum el 10 de agosto y debutó en el número 62 en la lista UK Singles Chart el 16 de agosto de 2009. El 10 de septiembre de 2009, Paolo Nutini interpretó «Coming Up Easy» en The Tonight Show with Conan O'Brien. El tercer sencillo del álbum fue «Pencil Full of Lead».
El álbum recibió una recepción crítica mixta. Algunos señalaron el alejamiento del sonido del álbum debut. Neil McCormick de The Daily Telegraph también fue positiva, afirmando que «su segundo álbum alegre combina orgánicamente soul, country, el folk y el desparpajo de la energía, córnea de swing». Algunos críticos fueron menos impresionado. Fue descrito por Caroline Sullivan de The Guardian como «no está mal», con el tema que abre «10/10» que se describe como «bastante alegre para hacerte vomitar». El álbum debutó en el número uno en la lista UK Albums Chart, con ventas de más de 60.000 copias, luchando contra la fuerte competencia de Love & War, el álbum debut del artista solista masculino Daniel Merriweather. El álbum lleva igualmente bien en la lista Irish Albums Chart, que debutó en el número dos detrás del nuevo álbum de Eminem antes de subir a la posición de las listas de la semana después. El álbum ha sido una de las mejores ventas de álbumes del Reino Unido del año. En la lista UK Albums Chart durante la semana del lunes 19 de octubre, el álbum de mueve a partir del número 31 hasta el número 5, haciendo que el álbum vende más que el segundo álbum de The Saturdays. El 3 de enero de 2010 Sunny Side Up encabezó la lista UK Album Chart por segunda vez, haciendo el álbum el primer álbum número uno en el Reino Unido de 2010 y la década.
En abril de 2014 lanzó su tercer álbum llamado Caustic Love. De éste se desprende el sencillo «Scream (Funk My Life Up)» lanzado el 27 de enero logrando alcanzar el número 12 en la lista de sencillos del Reino Unido.

## Grabación
Paolo Nutini fue firmado por Atlantic Records en mayo de 2005, poco después de cumplir 18 años. Lanzó su primer álbum "These Streets" como descarga gratis en mayo de 2006, a esto le siguió el lanzamiento de su primer sencillo "Last Request" el 4 de julio de 2006 y debutó en el 5# de la cartelera oficial del Reino Unido. En el video de "Last Request", Nutini interpreta a un ladrón - aunque esto no se revela sino hasta el final. El tercer sencillo de Nutini, "Jenny Don't Be Hasty", fue lanzado el 5 de septiembre de 2006 y llegó al 20# de las carteleras británicas. "Rewind" fue el cuarto sencillo de Nutini y llegó al 27# de las carteleras del RU. Ahora Nutini lanza su segundo álbum "Sunny Side Up".
Paolo se presentó en Glastonbury en junio de 2007 en el famoso escenario Pirámide, el segundo día del evento.
Ha grabado un anuncio con Puma durante el mes de enero en Glasgow.Actualmente se puede ver en EE. UU. y Japón dentro de poco se podrá ver en las televisiones europeas, de momento se puede ver en Youtube y dura aproximadamente 31 " y se escucha y se le ve a él y a su banda tocando "New Shoes" en un salón de acto junto a unos bailarines.
Este verano patrocinará las olimpiadas de Pekín junto a la prestigiosa marca deportiva Puma y también patrocinará el mundial de fútbol.
En junio lanzará su segundo álbum, el cual se espera con mucho entusiasmo por sus fanes.
Y este verano comenzará su nueva gira empezando por Estados Unidos, Canadá, Reino Unido y vendrá también a España como telonero de Police.
Se esperan nuevas noticias.

## Discografía
Álbumes de estudio
- These Streets (2006)
- Sunny Side Up (2009)
- Caustic Love (2014)
- Last Night In The Bittersweet (2022)

## Premios y nominaciones
| Año  | Premio              | Categoría                    | Trabajo             | Resultado |        |
| ---- | ------------------- | ---------------------------- | ------------------- | --------- | ------ |
| 2014 | Q Awards            | Mejor canción                | "Iron Sky"          | Ganador   | [ 11 ] |
| 2011 | UK Festival Awards  | Actuación del año            | "Latitude Festival" | Ganador   | [ 12 ] |
| 2010 | Ivor Novello Awards | Mejor álbum                  | "Sunny Side Up"     | Ganador   | [ 13 ] |
| 2009 | UK MUSIC VIDEO      | Mejor fotografía             | "Candy"             | Nominado  | [ 14 ] |
| 2009 | UK MUSIC VIDEO      | Mejor telecine               | "Candy"             | Ganador   |        |
| 2009 | UK MUSIC VIDEO      | Mejor video de pop           | "Candy"             | Nominado  | [ 14 ] |
| 2008 | ASCAP               | Compositor                   | "New Shoes"         | Ganador   | [ 15 ] |
| 2007 | BRIT                | Cantante británico masculino |                     | Nominado  | [ 16 ] |